# Turawa
Turawa is een dorp in de Poolse woiwodschap Opole. De plaats maakt deel uit van de gemeente Turawa en telt ca. 900 inwoners. Sinds 2008 is de plaats officieel tweetalig Pools/Duits.